# Limaduras de hierro

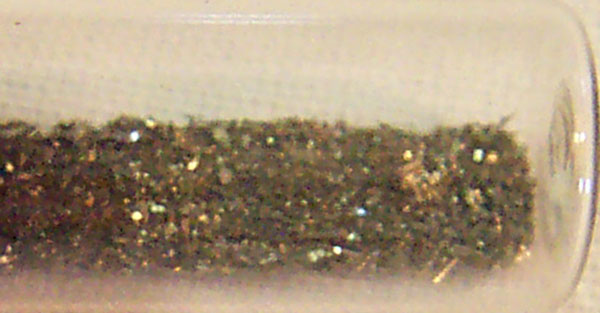
Tubo de limaduras de hierro.

Las limaduras de hierro son trozos de hierro muy pequeños que tienen el aspecto de un polvo oscuro brillante.  Muy a menudo se utilizan en demostraciones científicas para mostrar la dirección de un campo magnético. 

## Orientación en un campo magnético
Como el hierro es un material ferromagnético, un campo magnético induce a cada partícula para que se convierta en una pequeña barra magnética. Este proceso recibe el nombre de imantación o magnetización.
El polo sur de cada partícula atrae a los polos norte de sus partículas vecinas, y este proceso se repite en una amplia zona creando cadenas de limaduras paralelas a la dirección del campo magnético. Las limaduras de hierro se utilizan a menudo para comprobar el efecto magnético ejercido cerca de un imán.

## Historia
Las limaduras son, en su mayoría, producto de la molienda o la trituración de los productos acabados de hierro, por lo que su historia en gran medida sigue el desarrollo del hierro. En su mayor parte, han sido un producto de desecho de la siderurgia.
Las limaduras de hierro podían tener alguna utilidad como componente de las pólvoras primitivas.  En forma de polvo fino, el hierro puede quemarse, debido a su mayor superficie; en ese proceso se libera calor.
En la electrónica moderna, algunos transformadores tienen núcleos de hierro en polvo.

## Usos

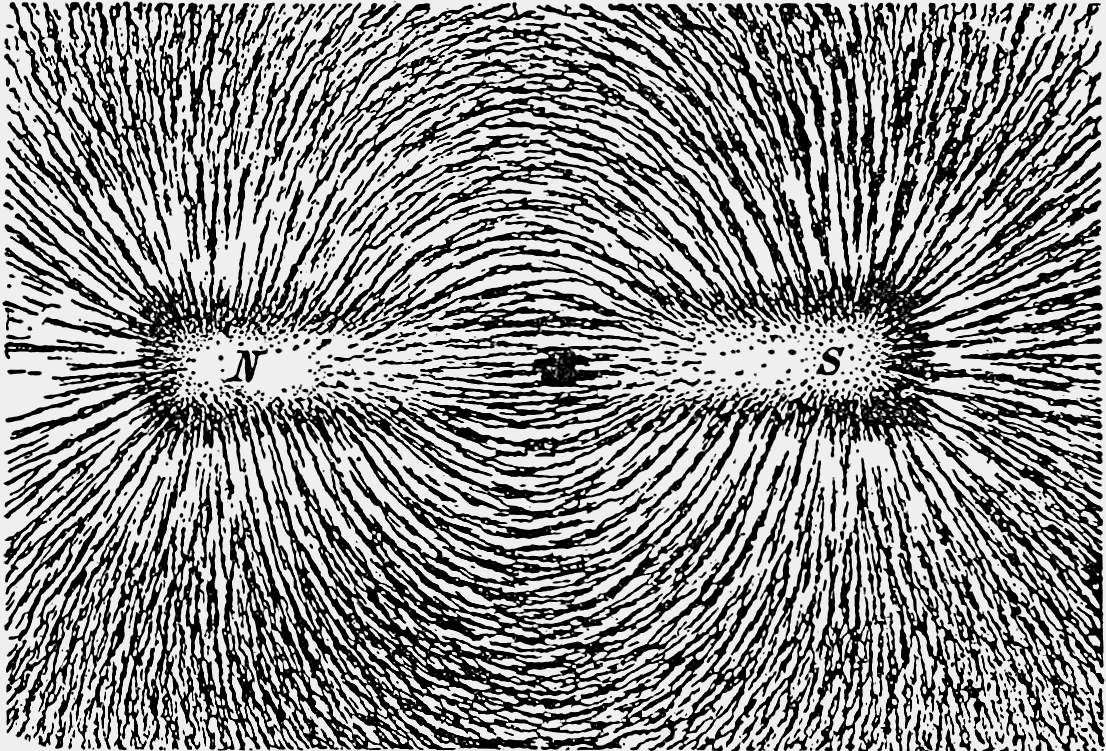
Las limaduras de hierro permiten mostrar la dirección del campo magnético de un imán permanente.

El principal uso de las limaduras de hierro se encuentra en el estudio y la enseñanza del magnetismo y de los campos electromagnéticos. La sustancia permite hacer demostraciones impresionantes cuando se rocían sobre una cartulina blanca colocada encima de un imán permanente. Las limaduras también se encuentran en los juguetes que permiten dibujar con un lápiz magnético.
Además, regando hierro finamente dividido sobre una tarjeta de banda magnética, es posible ver la codificación magnética de la banda.[cita requerida] Otra demostración consiste en verter un fluido semiviscoso en el que se suspenden las limaduras de hierro,  sobre el plato expuesto de un disco duro de modo que los patrones de bits en el plato son revelados por la alineación de las limaduras de hierro.[cita requerida] Esta es una versión tosca de un ferrofluido.
Durante el siglo XIX se empleaban para preparar sulfato de hierro, tartrato de hierro y otras sustancias que se empleaban como medicamentos reconstituyentes por sus propiedades antianémicas.